# Luther Blissett
Pour les articles homonymes, voir Luther.
Cet article concerne le pseudonyme collectif. Pour le footballeur éponyme, voir Luther Blissett (football).

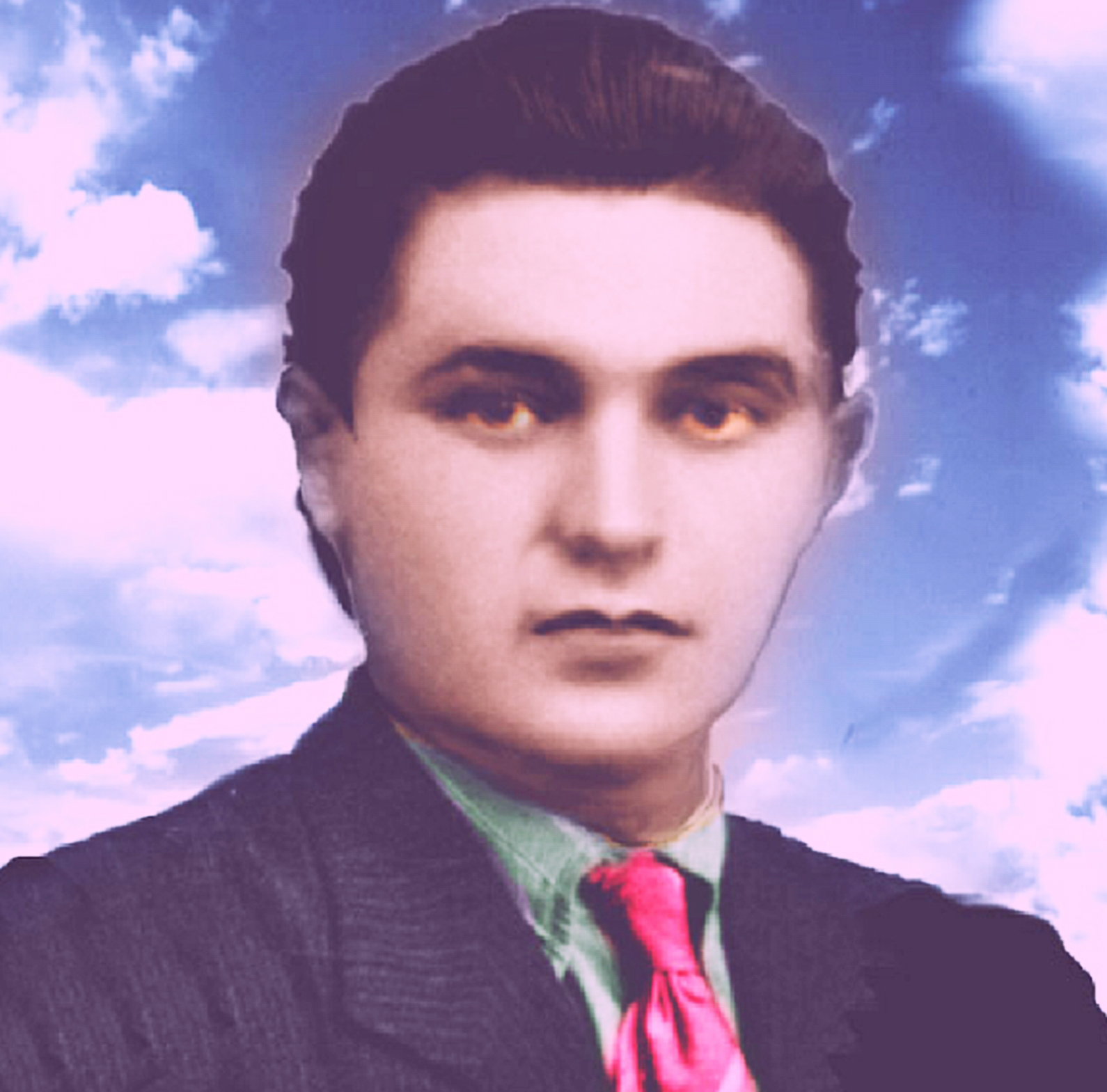
Portrait officiel de Luther Blissett.

Luther Blissett est un pseudonyme adopté informellement et partagé par des centaines d'artistes et d'activistes en Europe et en Amérique du Sud depuis l'été 1994. Le collectif lança un plan quinquennal visant à démontrer « l'imposture médiatique » par une série de canulars.
Ce nom a été emprunté à un footballeur anglais des années 1980 d'origine jamaïcaine. Le vrai Luther Blissett fut recruté en 1983 par le Milan AC (à une époque où le nombre d'étrangers était limité en Italie) et s’illustra par une étonnante propension à rater de superbes occasions de but, au point de devenir rapidement l’« idole » des tifosi. L'origine jamaïcaine du joueur et sa présence à Milan au moment où la musique jamaïcaine et le football sont populaires dans les milieux redskin constituent certainement un clin d'œil du collectif pour le choix de ce patronyme.

## Luther Blissett Projecten Italie
Le collectif italien Luther Blissett a été créé en 1994 par un groupe de jeunes Bolonais issus des milieux post-opéraïstes. Influencé par les grands courants de la pensée critique de l'époque, le projet Luther Blissett a rapidement connu un grand retentissement dans le milieu de l'underground. À sa dissolution en 2000, on comptait en effet une cinquantaine de groupes de plusieurs villes européennes, revendiquant leur appartenance à ce projet. Certains des auteurs italiens derrière Luther Blissett ont continué à partir de 2000 leurs activités littéraires sous le pseudonyme collectif Wu Ming et ont publié depuis de nombreux essais et romans.

## Quelques actions et canulars de Luther Blissett
Le collectif Luther Blissett Project s'est focalisé sur la dénonciation des médias en propageant de fausses informations. Grâce à son utilisation innovante des médias et des nouvelles technologies, il a joué un rôle majeur dans la diffusion des techniques « d'invasion des médias », de culture jamming et de l'art-activisme.

### Les affaires de satanisme de Viterbe
Le canular sans doute le plus élaboré de Luther Blissett a été joué par des dizaines de personnes dans le Latium, en Italie centrale. De 1995 à 1997, les Luther Blissett ont développé une surenchère médiatique autour de supposés cas de satanisme impliquant messes noires et chrétiens chasseurs de sorcières dans les bois autour de la ville de Viterbe. Les médias locaux et nationaux ont relaté la plupart des témoignages sans procéder à des vérifications sérieuses et les politiciens locaux emboîtèrent le pas de la paranoïa de masse. Une séquence vidéo (volontairement de mauvaise qualité) d'un rituel satanique supposé impliquer un viol en réunion fut même diffusée à la télévision dans l'émission Tv7 de la chaîne Italia 1, jusqu'à ce que Luther Blissett revendique la responsabilité pour l'ensemble des faits et produise une quantité de preuves. Luther Blissett a qualifié cette tactique de « contre-information homéopathique » et le canular est devenu un cas d'études universitaires et d'analyses d'experts des médias.

### Canular à l'underground et à l'édition alternative
Irrités par le succès de l'essai Zone d'Autonomie Temporaire (Temporary Autonomous Zone - TAZ en anglais) de l'Américain Hakim Bey et surtout par le fait qu'il soit devenu une sorte de dogme non remis en cause dans le milieu alternatif, les Luther Blissett décident d'envoyer à Castelvecchi (it), un éditeur italien spécialisé dans la publication de ce genre d'essai, une série de textes inédits et attribués à Hakim Bey. Pour parfaire la supercherie, ils étaient accompagnés d’écrits bien réels de l’auteur et facilement accessibles sur Internet. Luther Blissett s’était amusé à copier le style de l’écrivain américain en poussant à l’extrême ses envolées théoriques, afin de mettre en évidence une certaine faiblesse intellectuelle et de retourner contre lui ses anciens zélateurs. Pensant tenir là un véritable joyau, Castelvecchi entreprit sans la moindre hésitation de le publier sous le titre de A Ruota Libera - Misera del lettore di TAZ (En roue libre. Misère du lecteur de TAZ en français), livre qui sort en avril 1996. Le livre pullulait de citations obscures tirées de films populaires italiens et un certain nombre de textes étaient des adaptations sommaires de vieux discours de Staline. Cela ne l’empêcha pas de bénéficier d’un accueil favorable de la part des milieux auxquels il était destiné, révélant au passage la propension des critiques à s’en remettre à la seule notoriété des auteurs, quelle que soit la valeur intrinsèque des écrits qu’on leur soumet.
Lorsque Luther Blissett revendiqua la paternité du livre en juillet 1996 et déclara que c’était là un de ses mauvais tours joués au conformisme de l’underground et de l’édition, le journaliste Angelo Quatrocchi du quotidien Liberazione refusa de le reconnaître et alla jusqu’à rédiger un article pour démentir le canular. Pendant les jours qui suivirent, on assista à un échange d’amabilités par journaux interposés entre Quattrocchi et Loredana Lipperini, une journaliste à La Repubblica. Disposant de nombreuses preuves à l’appui, la journaliste eut cependant du mal à convaincre son collègue de l’origine blissettienne du livre attribué à Hakim Bey. Certaines citations de Totò, l’acteur napolitain des années 1950, paraissaient tellement déplacées, pourtant, dans un essai de cette nature, que Quattrocchi finit par se rendre à l’évidence.

### Luther Blissett 3-Sided Football League
Luther Blissett a contribué à restaurer le football à trois côtés, un jeu inventé par le situationniste danois Asger Jorn, se jouant sur un terrain hexagonal et rassemblant trois équipes pour un ballon.
Cela a conduit à la création de la Ligue Luther Blissett de football à trois côtés (Luther Blissett 3-Sided Football League) d'après les règles développées par l'Association psychogéographique de Londres (LPA).

### Association Psychogéographique de Londres
Le groupe d'auteurs rassemblés derrière Luther Blissett a largement contribué à la renaissance de l'Association Psychogéographique de Londres (LPA = London Psychogeographical Association en anglais) sous le nom LPA East London Section. La LPA a alors publié de nombreux textes sous la forme du pamphlet et dans une lettre d'information irrégulière. Fabian Tompsett y a largement contribué sous le pseudonyme de Richard Essex de même que Stewart Home.

### Association des Astronautes Autonomes
Luther Blissett a été par ailleurs un élément moteur de l'Association des Astronautes Autonomes de 1995 à 2000 en proposant de nombreux textes, notamment des comptes rendus des conférences intergalactiques de Vienne (Autriche) en 1997 et Bologne en 1998.

### XXX Prize Foundation
Luther Blissett préside la XXX Prize Foundation (dont le siège est à Londres) qui propose de verser un million de livres sterling au premier groupe d’intérêt privé à lancer un vaisseau en espace sub-orbital – environ 100 kilomètres – et à s’engager dans une relation sexuelle une fois là-haut. Cet acte sexuel peut prendre n’importe quelle forme et impliquer n’importe quel nombre d’individus, mais un document visuel devra être fourni pour prouver que la relation sexuelle a bien eu lieu dans un environnement d’apesanteur.
La XXX Prize Foundation soutient que le but de cette compétition est de montrer que notre destin d’êtres humains est dans l’outre-espace.

## Publications

### RomanL'Œil de Carafa
Q (roman) est un roman historique publié en Italie en 1999 par quatre membres du Luther Blissett Project comme contribution finale au projet. Le roman a été traduit en anglais, espagnol, allemand, néerlandais, portugais, danois, polonais, grec, coréen et en français par Serge Quadruppani sous le nom L'Œil de Carafa.
Le roman se déroule au XVIe siècle dans un contexte de révoltes et de rébellions populaires. Il s'agit d'un roman d'aventures dans lequel s'affrontent deux hommes : Q, un agent secret au service de Carafa - Gian Pietro Carafa, patron de l’Inquisition romaine, futur pape catholique Paul IV - et un mystérieux capitaine, ex-étudiant en théologie passé maître dans la guérilla, prêt à participer à toutes les rébellions qui secouent alors l’Europe.

### EssaiGuy Debord è morto davvero
En 1995, peu de temps après le suicide de Guy Debord, un opuscule intitulé Guy Debord è morto davvero (Guy Debord est vraiment mort en français) commença à circuler dans le milieu de l’underground politico-culturel italien, suscitant, au passage, débats et polémiques. Rapidement, les éditions Sabotage publient en anglais le pamphlet de Luther Blissett Guy Debord Is Really Dead, l'ouvrant à un lectorat international. Un e-mail venant d'Italie présente alors le livre comme suit : « Guy The Bore (sic) n'a pas besoin d'être enterré au Panthéon des héros de la gauche italienne entre Berlinguer et Pajetta. [...] Le mot situationniste est devenu un passe-partout. [...] Un mot que les journalistes accolent désormais à tout mouvement artistique suffisamment extrême et spectaculaire pour être digéré par les masses. »
Il s'agit en quelque sorte de l'acte de naissance d'un collectif d’auteurs, certainement proche de la culture situationniste mais prenant ses distances à l’égard du maître et se permettant de relever insolemment dans ce texte les limites et les contradictions de sa pensée. Dans ce texte, Luther Blissett choisissait de se définir comme étant « un et multitude », « nom multiple », « solution pratique donnée aux problèmes de l’identité et de la dichotomie entre individu et communauté ». Se présentant comme un « gai mensonge », mis en scène collectivement et anonymement, il prétendait vouloir « produire un nouveau sens de la réalité et accélérer le cours de la crise planétaire qui traverse les vieilles visions du monde ». L’opuscule se refermait sur un appel à tous à devenir Luther Blissett. Le livre est ainsi assez emblématique de ce qu'a tenté Luther Blissett : une dialectique compliquée entre la culture populaire et la culture d'avant-garde a priori destinée aux « initiés ».